# پارک ملی گرند کنیون
گِرَند کَنیون (به انگلیسی: Grand Canyon) یک پارک ملی در ایالت آریزونا در آمریکا است. پارک زیبا و از نظر گونه گونی طبیعی منحصربه‌فرد گرند کنیون در شمال غربی آریزونا قرار گرفته‌است. شکل امروزی گرند کنیون محصول میلیون‌ها سال حفاری و فرسایش طبیعی است که جریان نیرومند رودخانه کلرادو در دوام و قوام بخشیدن به آن نقشی اساسی بر عهده داشته‌است. شکاف دره گرند کنیون با عمق تقریبی یک مایل (حدود ۱۶۰۰ متر) بسیار خیره‌کننده است، و عرض آن در وسیع‌ترین نقطه به پانزده مایل می‌رسد. این دره عمیق و باریک، زیستگاه بیش از ۱۵۰۰ نوع گونه گیاهی مختلف است. در اینجا نیز بیش از ۵۰۰ گونه جانور زندگی می‌کنند که شوربختانه بسیاری از آن‌ها در معرض انقراض قرار دارند. بسیاری از این جانوران منحصربه‌فرد بوده و تنها در این منطقه یافت می‌شوند. همچنین، سطح پرشیب دره، و رنگ‌های خیره‌کننده دیواره‌های آن- تاریخ حیات ۲ میلیارد ساله زمین را به شکلی رمزگونه و بزبان زمین‌شناسی بیان می‌کند.
این پارک یک تنگه رنگارنگ بریده شده توسط رودخانه کلرادو واقع در ایالت آریزونا ایالات متحده است. محدوده زیادی از آن درون پارک ملی - که یکی از اولین پارک‌های ملی در ایالات متحده‌است - جای گرفته‌است. رئیس‌جمهور تئودور روزولت یکی از بزرگ‌ترین طرفداران حفاظت از منابع طبیعی اینجا بود، و چندین و چند مرتبه برای شکار به آنجا رفت و از منظره لذت می‌برد.
واژه انگلیسی «گرند کنیون» به معنای «درهٔ بزرگ» است. این پارک در سال ۱۹۱۹ به فهرست پارک‌های ملی آمریکا پیوست.
این پارک ملی ۴۹۲۷ کیلومتر مربع وسعت دارد و در سال ۲۰۰۶ تعداد بازدید کنندگان پارک ۴٬۳۹۴٬۲۷۹ نفر بودند.
این پارک بر روی فهرست میراث جهانی یونسکو به ثبت رسیده‌است.

## تاریخچه
گِرَند کَنیون توسط رودخانه کلرادو در شش میلیون سال پیش به وجود آمده‌است.
در دوران پیش از تاریخ، ساکنان بومی آمریکا این منطقه را با ساخت زیست‌گاه در دره و غارهای آن آباد کردند. گارسیا لوپر ده کاردناس از اسپانیا به‌عنوان نخستین اروپائی که دره بزرگ را دید شناخته می‌شود. او در سال ۱۵۴۰ میلادی (۹۱۸ یا ۹۱۹ خورشیدی) به آنجا رسید.
در سال ۱۵۴۰ میلادی، جهانگرد و کاوشگر اسپانیائی (کورونادو) یک گروه اکتشافی را به این منطقه اعزام کرد. گفتنی است، منطقه گِرَند کَنیون، نخست، توسط این گروه اروپایی کشف شد، اما دور افتادگی این دره عظیم موجب شد کا تا ۳۰۰ سال پس از این رویداد، هیچ گروه یا فرد دیگری از جزئیات این منطقه طبیعی آگاه نشود.
گِرَند کَنیون تا پس از جنگ داخلی آمریکا زیاد شناخته نمی‌شد. به نظر می‌رسد که نام درّه در سال ۱۸۶۸ به آن داده شده‌است. مقاله‌ای در هفته‌نامهٌ معدنچی آریزونا، مربوط به کاوش قریب‌الوقوع دره، از کاوش‌گران خواست «آسوده 'درّه بزرگ' را بکاوید…»
در ۱۸۶۹، جان وزلی پاول معروف، سرباز کهنه‌کار جنگ داخلی که یک دستش را در جریان این جنگ از دست داده بود، برای ماجراجویی و کسب علم، اولین سفر ثبت‌شده روی رود کلرادو در لابه‌لای دره را ثبت کرد. او این سفر را به همراه نه نفر که سوار بر چهار قایق بودند، به انجام رساند؛ ولی فقط شش نفر سفر را به اتمام رساندند. پاول در کتابی با عنوان «برگ‌ها در یک کتاب داستان بزرگ» به واحدهای سنگی رسوبی که در دره پیدا کرده، اشاره می‌کند. جان وسلی پاول، زمین‌شناس آمریکایی که واژه «گرند کنیون» را در سال ۱۸۷۰ میلادی بر سر زبان‌ها انداخت، نخستین کسی بود که توانست طول این تنگه را در سال ۱۸۶۹ میلادی طی کند. این سفر هولناک (به دلیل ناشناخته بودن منطقه) به همراه چهار زورق پاروئی انجام شد.
در ژانویه ۱۹۰۸، تئودور روزولت، رئیس‌جمهوری وقت آمریکا، بیش از ۸۰۰ هزار هکتار از زمین‌های گِرَند کنیون را به مجموعه آثار ملی ایالات متحده اختصاص داد. این منطقهٌ عظیم در دوران ریاست جمهوری وُودرو ویلسون، در تاریخ ۲۶ فوریه ۱۹۱۹ میلادی به پارک ملی گِرَند کنیون تغییر نام داد.

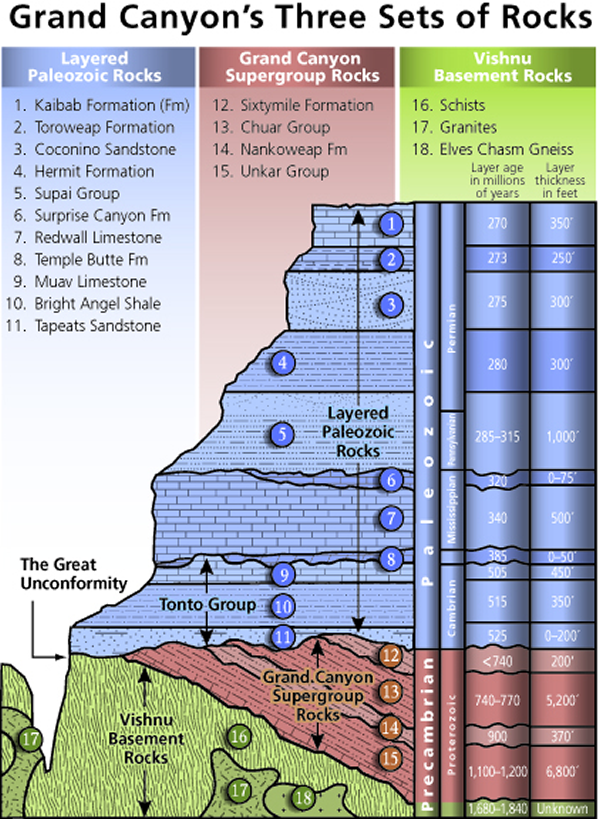

## وضعیت جغرافیایی
این درّه، که رود کلرادو آن را بیش از ۶ میلیون سال پیش ساخته، ۴۴۶ ک‌م (۲۷۷ مایل) طول دارد، عرض آن از ۶٫۴ تا ۲۴ ک‌م (۴ تا ۱۸ مایل) متغیر است و عمق آن به بیش از ۱٫۶ ک‌م (۱ مایل) می‌رسد. تقریباً دو میلیارد سال از تاریخ کره زمین به صورت رود کلرادو و ریزابه‌های آن کانال‌هایشان را از میان لایه می‌برد پس از مادامی که لایه سنگی فلات کلرادو بود بالا ببرد.
گرند کانیون شکاف بزرگی در جلگه کلرادو است که لایه‌های بالاآمدهٔ مربوط به دوران پیشین‌زیستی (پروتروزوییک) و دیرینه‌زیستی را در معرض دید قرار داده‌است. درّه بزرگ چشم‌اندازهای بی‌همتایی را به کسانی که از حاشیه بازدید می‌کنند، پیشکش می‌کند. این عمیق‌ترین درّه جهان نیست - هردو دره‌های بارانکا دل کوبره در شمال مکزیک و دره جهنم روی مرز اورگن-آیداهو ژرف‌ترند - اما اینجا به دلیل وسعت بسیار زیادش و همین‌طور مناظر پیچیده و رنگارنگی که دارد شناخته شده‌است. از لحاظ زمین‌شناسی نیز به دلیل رشتهٔ ضخیم سنگ‌های باستانی که به زیبائی از دیواره‌های دره حفاظت و خودنمائی می‌کنند، دارای اهمیت است. این لایه‌های سنگی در دل خود مقدار زیادی از تاریخ اولیهٔ زمین‌شناسی قارهٔ آمریکای شمالی را نگهداشته‌است. درّه بزرگ یکی از تماشایی‌ترین نمونه‌های فرسایش طبیعی در جهان است.

## نگارخانه

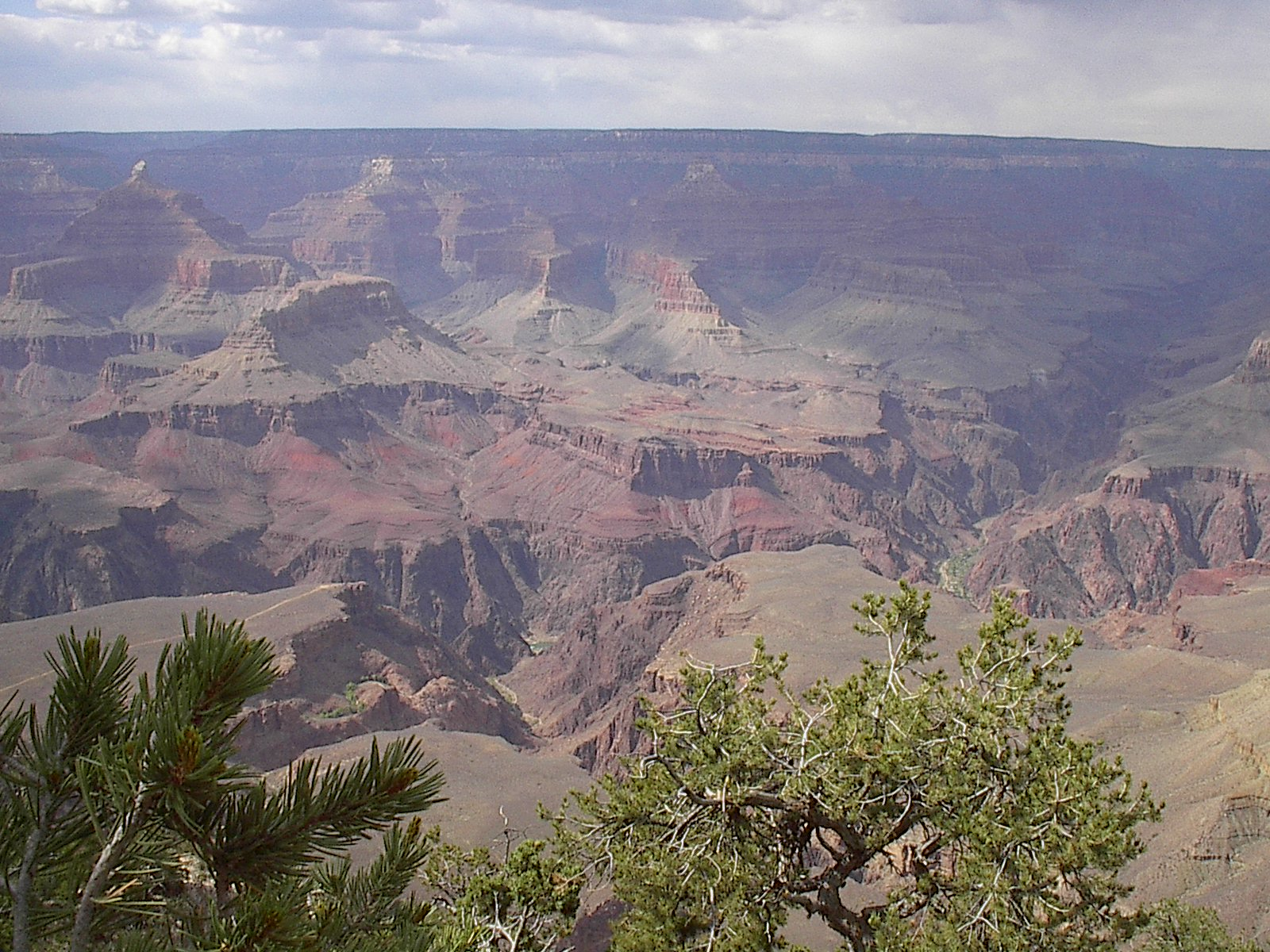
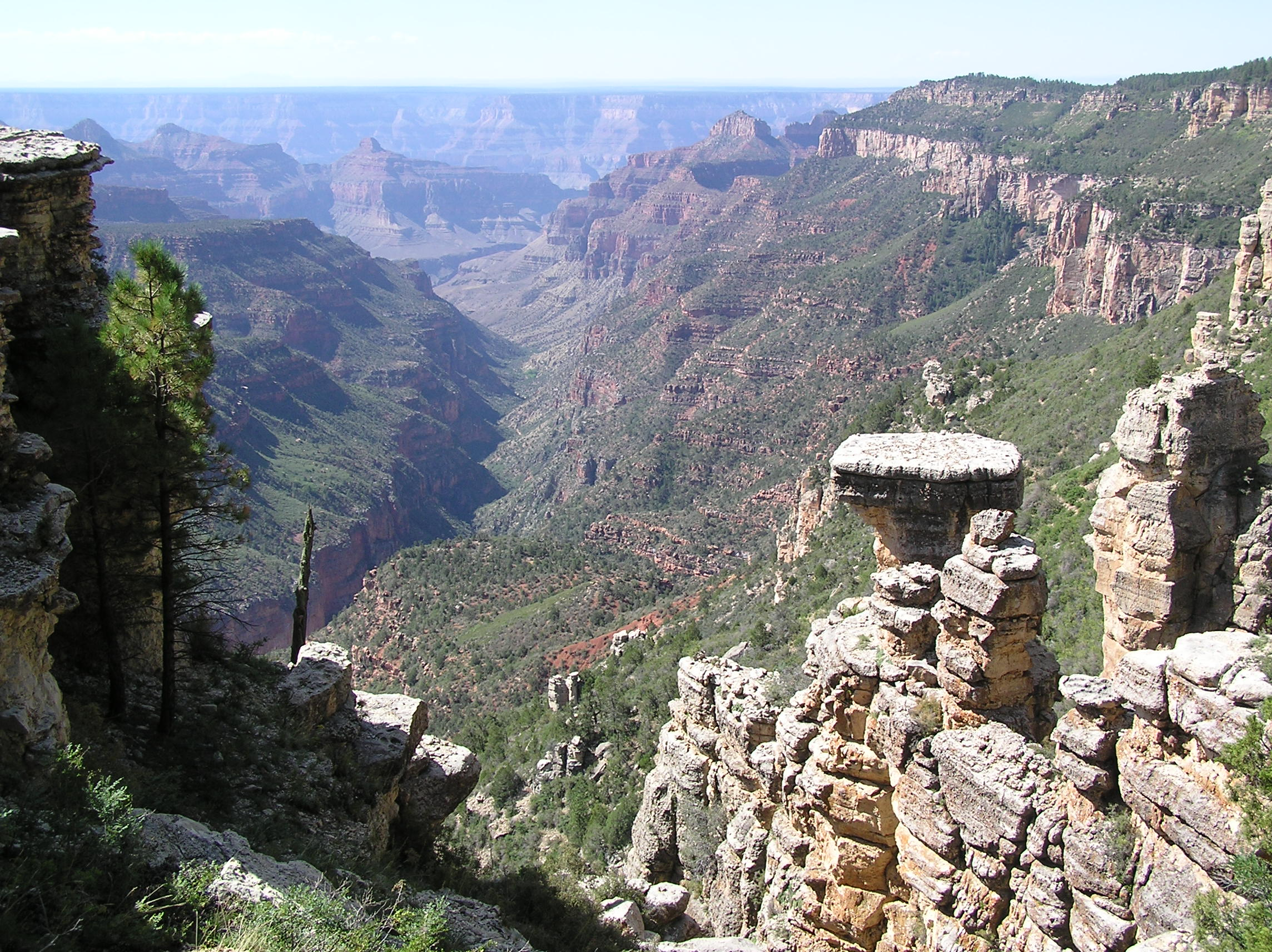
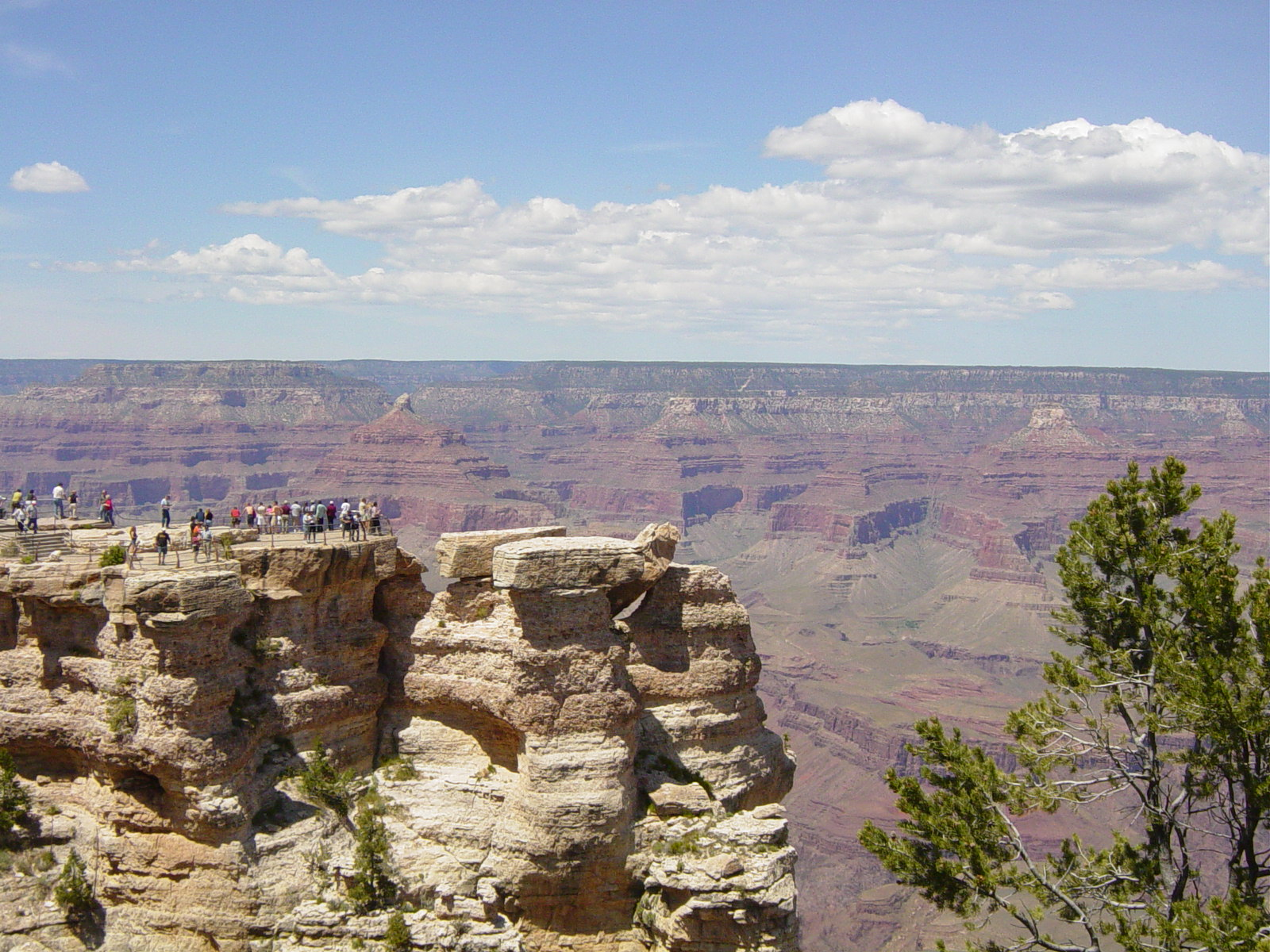
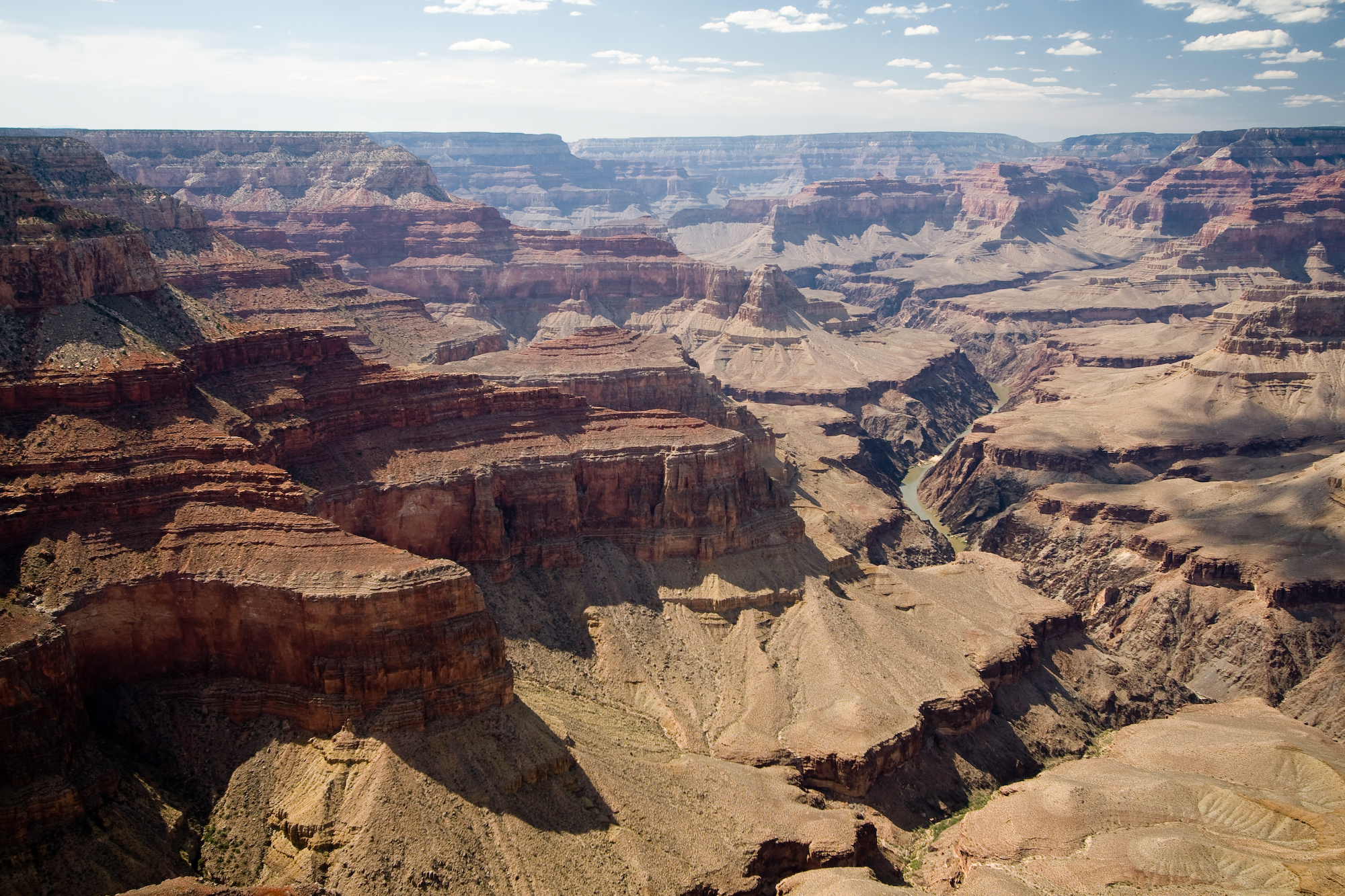
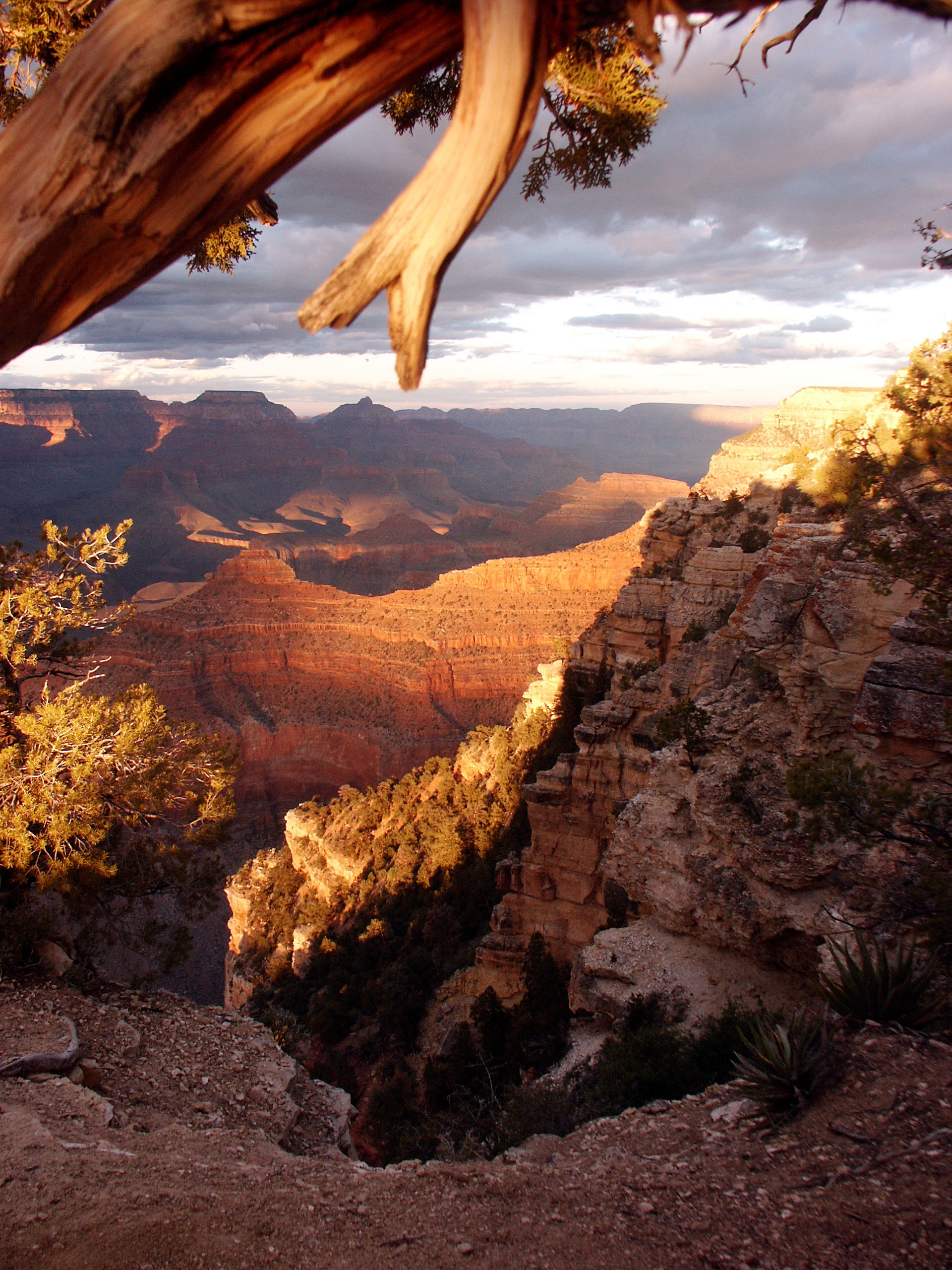
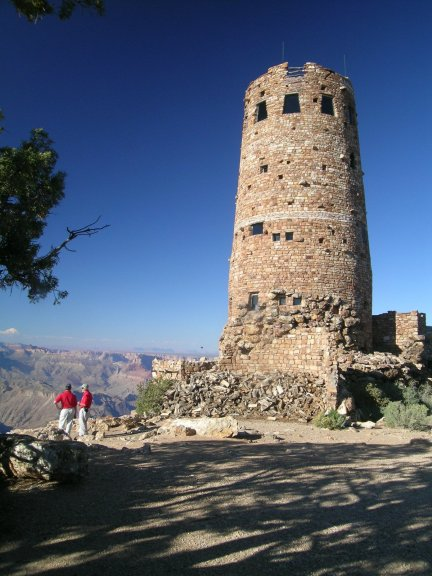
برج دیدبانی سرخ‌پوستان یاواپایی در شرق پارک
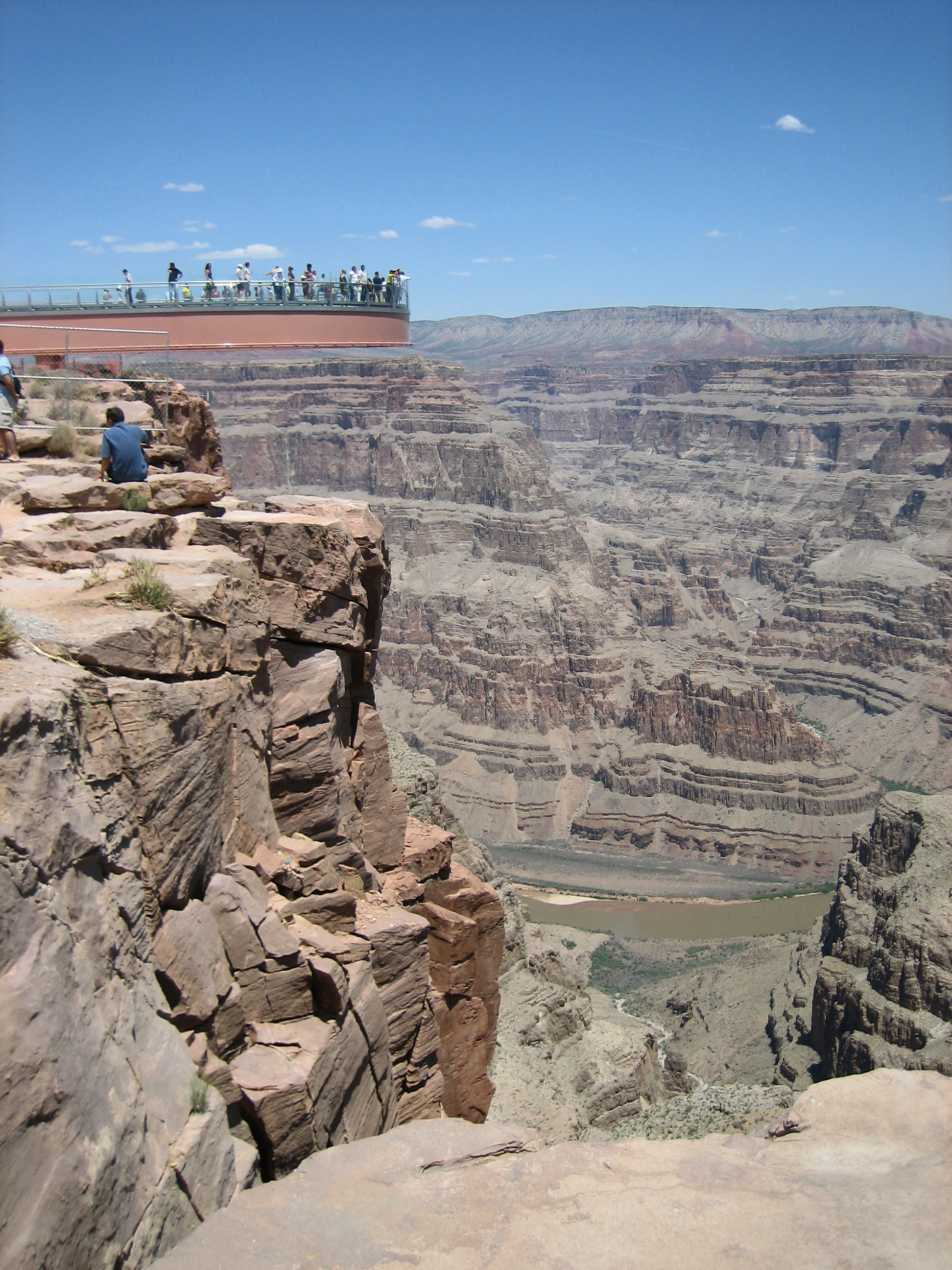
سکوی دیدبانی در غرب پارک
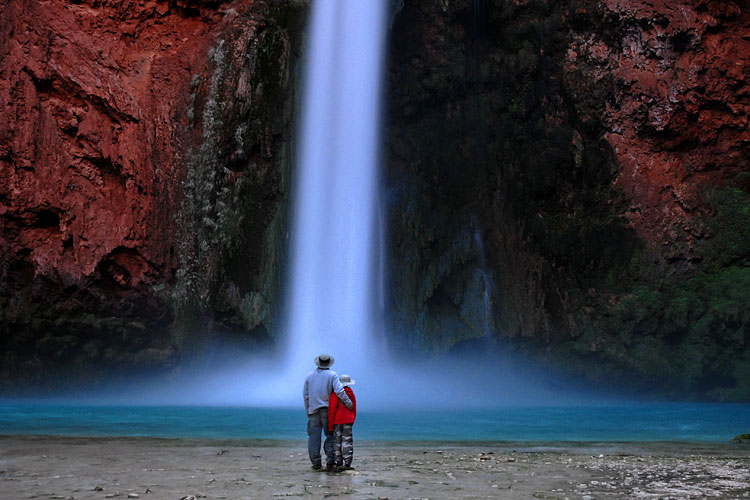
آبشار مونی در غرب پارک